# 復星国際
復星国際（ふくせいこくさい、中国語: 复星国际有限公司、 英語: Fosun International Limited）は、中国・上海市黄浦区にある複合企業、投資会社。1992年創業。復星集団（グループ）の基幹企業。2015年時点でのグループ傘下の上場企業は21社。

## 概説
1992年に上海で、郭広昌（現・代表）、梁信軍（現・副代表）ら復旦大学の卒業生5人により調査会社として設立され、製薬、不動産などに多角化し、2007年に香港証券取引所メインボードに上場（復星国際00656.HK）。保険、工業経営、投資、資産運用管理の4業種を中心にした国際的複合企業グループとして中国の経済発展とともに急成長し、フォーブスが2014年に発表した世界の公開会社上位2000社のランキングでは751位。2014年６月末時点の同グループ総資産は3133億元（約5.6兆円）。
同グループ不動産投資及び管理部門として復星地産（Fosun Property）があり、金融、ヘルスケア、カルチャー、観光、物流を柱に新都市開発・建設関連企業を多数有し、中国全土および海外不動産への投資・買収を積極的に行ない、中国の不動産投資開発業界の大手として知られる。
創業者の一人であり「中国のウォーレン・バフェット」とも呼ばれる最高経営責任者（CEO）の郭広昌は 2015年12月に行方不明であることが報じられた。報道を受け、同年12月11日に復星グループ企業の株が一時売買停止となったが、中国の経済誌『財経』によると、当局によるある調査に協力後、自宅に戻ったとされ、復星国際も「上海で司法機関の調査に協力している」と発表した。
2020年代に入ると不動産不況や新型コロナウイルスの流行により業績不振が鮮明となった。決算報告書によれば、2022年6月末時点の負債総額は6511億5700万元とされており、財務状況を改善させるために資産の売却を進める状況となった。
日本事務所は東京都港区の赤坂にあり、高齢者サービス、食品、旅行、製造業関連の日本企業の買収と合弁を目的とする。

## 傘下企業
- 復星医薬 - 1994年設立
- 復星地産 - 1994年設立
- 復星保徳信人寿（生保） - プルデンシャル・ファイナンシャルとの合弁で2012年設立
- 豫園商城 - 買収
- 招金砿業股份有限公司（採金業）
- 国薬控股股份有限公司（中国最大手の製薬企業）
- 上海復地（中国最大手の不動産業）
- 南京鋼鉄聯合有限公司（製鉄業） - 2003年買収
- 中国民生銀行
- 完美世界（中国のオンラインゲーム企業）
- クラブメッド
- フォリフォリ
- セント・ジョン（アメリカのニットメーカー）
- トム・テイラー（アメリカのドイツ系カジュアル衣料）
- メドウブルック・インシュアランス・グループ（アメリカの保険会社）
- 28 リバティ・ストリート（旧ワン・チェース・マンハッタン・プラザ） - 2013年にJPモルガンから7億2500万ドルで購入。
- シーフォートスクエア シティグループセンター（東京・天王洲アイル）[10] - 2014年に買収した日本の不動産投資会社イデラキャピタルマネジメントを介して購入。
- 星野リゾート トマム - 2015年11月買収。2024年7月に売却発表。売却額は約408億円。[11]
- パラッツォ・ブロッジ（イタリア・ミラノのオフィスビル）[12]
- フィデリダーデ（ポルトガルの政府系貯蓄銀行の保険事業会社）[13] - 2014年に約1400億円で買収。ポルトガルの保険市場の3割を占め、年約4900億円の保険料収入があるといわれている[4]。
- デレク（イスラエル最大手の保険会社）
- アルマレーザーズ（イスラエルの医療機器メーカー）- 2013年買収
- シルク・ドゥ・ソレイユ（20%）
- トーマス・クック・グループ - 2019年11月に商標権を取得、2020年7月より新法人として営業
- キロロリゾート - 2021年11月買収
- Restar Games - 2019年7月傘下の復娯文化（現・復星体育集団）へ併入